# Silverio Corvisieri
Silverio Corvisieri (Ponza, 15 agosto 1938) è un giornalista, storico e politico italiano.

## Biografia
È stato militante della Federazione Giovanile Comunista Italiana del PCI. Giornalista, è stato redattore de L'Unità dal 1960 al 1967. Poi passa ai Gruppi Comunisti Rivoluzionari e diventa condirettore del settimanale La Sinistra (1968); nel 1968 cofondatore e dirigente di Avanguardia operaia.
È stato tra i promotori della campagna antifascista e antiterroristica facendo parte del “Comitato contro la strage di Stato” nei mesi successivi all'attentato di piazza Fontana (12 dicembre 1969). Con la sua attività parlamentare e i suoi articoli su La Repubblica  è stato per anni in prima fila nella lotta contro il terrorismo di ogni colore senza lasciarsi intimorire dalle minacce delle Brigate Rosse e di altre organizzazioni.
Fondatore e direttore del Quotidiano dei lavoratori (1974-1976), l’11 marzo 1975 due giorni prima dell’agguato a Sergio Ramelli scrive proprio su quel giornale: “ Abbiamo detto a chiare lettere che in una lotta politica così avanzata, come quella che vuole togliere ogni spazio ai fascisti, non è possibile evitare momenti aspri. Non è possibile pensare che la più larga unità militante si realizzi tutte le volte che ce n'è bisogno. È giusto, insomma, essere consapevoli della necessità di far fronte ai compiti dell'avanguardia. Questo significa in concreto tentare di impedire a Rauti di parlare a Monteverde, e non farsi prendere dal panico se un fascista viene ucciso in circostanze poco chiare”.
È stato, accanto a Marco Pannella e Loris Fortuna, uno dei quattro oratori dell'assemblea che con il pubblico arresto di Adele Faccio segnò un momento memorabile della campagna a favore della legalizzazione dell'aborto (Roma, cinema Adriano, 26 gennaio 1975).
Nel 1975 sul Quotidiano dei lavoratori Corvisieri pubblicò un saggio dal titolo “Gioia di vivere e lotta di classe” in polemica con la concezione austera e punitiva della militanza politica. Timpanaro, filologo classico e studioso della cultura latina, scrisse che Corvisieri con il suo “Gioia di vivere e lotta di classe” aveva “affrontato efficacemente il problema di quello che Jean Fallot chiama ‘l’edonismo proletario’ e aveva polemizzato contro l’interpretazione ‘ascetica’ del socialismo”. Nel 1976 (anno 12, n.2, febbraio) su Linus con l'articolo  “Lenin e l'amore” ha trattato l’argomento del complesso e contraddittorio intreccio tra la militanza rivoluzionaria e una concezione incoerente delle relazioni amorose e del rapporto uomo-donna, la stessa rivista ha ristampato quell'articolo 41 anni dopo, nel febbraio del 2017, nello scritto si evidenzia la contraddizione interiore di quello che allora era ritenuto un “mostro sacro” della rivoluzione sul modo di vivere la sua lunga relazione extraconiugale con la bolscevica Inessa Armand.
Alle elezioni politiche del 1976 è eletto deputato nella lista di Democrazia Proletaria a Torino, subentrando a Vittorio Foa.
Sul cadavere di Riccardo Palma, consigliere di Cassazione “giustiziato” a Roma il 14 febbraio 1978, le Brigate Rosse lasciarono una copia ciclostilata del comunicato rivendicativo dell’assassinio; in tale comunicato, rilanciato dalla agenzia ANSA (flash ZCZC, n.11/1 del 15-02-1978) e ripreso da tutti i quotidiani, Silverio Corvisieri veniva minacciosamente diffidato dal proseguire la sua attività politica. Corvisieri replicò il 16 febbraio con un articolo dal titolo “Le vostre pistole mi fanno orrore”, nel quale, tra l'altro, ricordò la precedente minaccia epistolare ricevuta (nella busta anche un proiettile) dai fascisti “Giustizieri d'Italia”. Il mese successivo (19 marzo 1978) l’”Associazione Familiari Detenuti Comunisti” inviò a La Repubblica una lettera che intimava a Silverio Corvisieri di non scrivere “insinuazioni pesanti” se non voleva essere considerato un appartenente all'ala “più retriva del potere”, ma Corvisieri continuò a pubblicare articoli contro il terrorismo.
È stato inoltre collaboratore dei quotidiani Paese Sera, Il manifesto, Il Secolo XIX e di riviste come L’Astrolabio e Linus; è stato anche collaboratore del periodico politico-ideologico Avanguardia Operaia. La varietà dei suoi interessi e un'adesione gramsciana al marxismo-leninismo lo hanno indotto ad affrontare tematiche ritenute eretiche o comunque “bizzarre” dentro e fuori il movimento operaio. L’argomento suscitò l’interesse di Sebastiano Timpanaro nel saggio “Il piacere e la morte di Epicuro”.
Tra i suoi articoli, quello dedicato nel 1978 a Goldrake suscitò vaste e vivaci polemiche, sorprendentemente durate per alcuni decenni e tuttora. Nel ginepraio degli interventi su tale questione, i diversi punti di vista emergono negli scritti di Mario Verger e nel dibattito radiofonico. Il suo fu un invito ai “creativi” di sinistra a produrre cartoons che, a differenza di Goldrake, non considerassero ogni “diverso” (nel caso gli extraterrestri) come una minaccia mortale, tale da indurre ad affidarsi al supereroe (anziché mobilitarsi collettivamente in caso di necessità). Tale tesi è stata sostenuta, successivamente da Luca Raffaelli, esperto di cartoons. Con la fusione tra Avanguardia Operaia e la minoranza del Partito di Unità Proletaria per il Comunismo, nel 1978 partecipa al processo della nascita di Democrazia Proletaria come partito. 
Rieletto a Montecitorio nel 1979 a Milano, aderisce al gruppo della Sinistra Indipendente, e nel 1981 rientra nel Partito Comunista Italiano.. Viene rieletto per una terza volta nel 1983 nel collegio di Roma col PCI, restando alla Camera fino al 1987.

### Saggista
Come storico e saggista ha riportato alla luce il ruolo che ebbe nella Resistenza romana il Movimento Comunista d'Italia, più noto come Bandiera Rossa; più in generale ha valorizzato l’importante contributo dato alla Resistenza da gruppi e movimenti dissidenti da quelli organizzati nel Comitato di Liberazione Nazionale. In tre dei suoi libri (“Bandiera Rossa nella Resistenza romana”, “Il re,Togliatti e il gobbo” e “Il mago dei generali. Poteri occulti nella crisi del fascismo e della monarchia”) ha fornito la sua ricostruzione delle azioni che fin dal 1944 furono messe in atto per ostacolare e bloccare il rinnovamento politico e sociale in Italia. In particolare avrebbe chiarito l’attività e l’uccisione di Giuseppe Albano, noto come il “gobbo del Quarticciolo”, la cui figura in precedenza era diversamente tratteggiata in un film di Carlo Lizzani del 1960 (tra gli interpreti figurava anche Pier Paolo Pasolini).
Alla fine degli anni Novanta si è dedicato alla ricostruzione della vita della danzatrice Marietta Baderna che - partita dall'Italia dopo la repressione del moti del 1848 - si stabilì a Rio de Janeiro diventando protagonista e simbolo del movimento romantico e trasgressivo del Brasile. Tradotta e pubblicata in Brasile col titolo “Marietta Baderna”, l’opera ha suscitato in quel paese un vasto interesse, seminari e corsi universitari, dibattiti infuocati.
Nel 2004 ha scritto la prima storia completa del confino di polizia durante il regime fascista, rigettando le ricostruzioni storiografiche giudicate revisioniste che di quell'istituto avrebbero la stessa interpretazione della propaganda mussoliniana.

## Opere
- Bandiera rossa nella Resistenza romana, Roma, Samonà e Savelli, 1968; n. ediz. Roma, Odradek, 2005. ISBN 88-86973-64-0
- Trotskij e il comunismo italiano, Roma, Samonà e Savelli, 1969.
- Resistenza e democrazia, Milano, Mazzotta, 1976.
- I senzamao. Dove va la sinistra rivoluzionaria?, Roma, Savelli, 1976
- Il mio viaggio nella sinistra, Roma, L'espresso, 1979.
- All'isola di Ponza. Regno borbonico e Italia nella storia di un'isola. 1734-1984, Roma, Il mare, 1985.
- Il re, Togliatti e il Gobbo. 1944, la prima trama eversiva, Roma, Odradek, 1998. ISBN 88-86973-05-5
- Badernão. La ballerina dei due mondi, Roma, Odradek, 1998. ISBN 88-86973-10-1
- Il mago dei generali. Poteri occulti nella crisi del fascismo e della monarchia, Roma, Odradek, 2001. ISBN 88-86973-31-4
- Zi'Baldone. Accadde a Ponza nel Novecento, Marina di Minturno, Caramanica, 2003. ISBN 88-7425-014-2
- Musica, danza e bel canto. Il mito dell'Italia nel Brasile dell'Ottocento, Roma, Bulzoni, 2003. Estratto da Letterature d'America, Rivista trimestrale, anno 23, n. 97, 2003.
- La villeggiatura di Mussolini. Il confino da Bocchini a Berlusconi, Milano, Baldini Castoldi Dalai, 2004. ISBN 88-8490-550-8
- Un cattivo maestro - Montanelli tra mito e fake news, Roma, Bordeaux Edizioni, 2021.  ISBN 979-12-59630-64-3
- Schiaffo al Duce, Roma, Bordeaux Edizioni, 2022.  ISBN 979-12-5963-132-9